# Johann Heinrich Lehnert
Johann Heinrich Lehnert (* 1. August 1782 in Brandenburg an der Havel; † 15. November 1848 in Falkenrehde, Kreis Osthavelland) war ein deutscher Geistlicher und Schriftsteller.
Lehnert studierte Theologie an der Universität Halle und wurde 1817 Pfarrer in Falkenrehde bei Potsdam. 1830 wurde er  Inspektor des Collegium Albertinum in Berlin und später in Königsberg. 
Sein literarisches Interesse galt Volksmärchen und Sagen, die er ab 1815 in Sammlungen herausbrachte. Lesebücher mit Fabeln, Gedichten, Liedern und Rätseln sowie Schriften für den Religionsunterricht waren ein weiterer Schwerpunkt seines Schaffens. In seinen Mährchenkranz für Kinder nahm er auch Märchen u. a. der Gebrüder Grimm und Charles Perrault auf, deren „grausame“ Szenen abgemildert und einige Episoden von ihm ausgeschmückt wurden.

## Werke
- (Hrsg.) Blätter der Liebe und Freundschaft, Berlin, o. J. (1815)
- Bildende Erholungsstunden für fleissige Kinder, 1823
- Mährchenkranz für Kinder, Haßelberg, Berlin 1829
- Lehrreiche und unterhaltende Märchen für die erwachsenen Jugend, Haßelberg, Berlin (1830)
- Mairöschen, 1832
- Eunomia oder die Pflichtenlehre des Christentums. C. F. Amelang, Berlin 1835 Digitalisat
- Das Leben Friedrich Wilhelms III., König von Preußen in Paretz, 1845